# Mycodiplosis kraussei
Mycodiplosis kraussei är en tvåvingeart som först beskrevs av Wolff 1910.  Mycodiplosis kraussei ingår i släktet Mycodiplosis och familjen gallmyggor. Inga underarter finns listade i Catalogue of Life.